# Scandic Bowl
Le Scandic Bowl est un match amical de football américain qui oppose deux clubs issus l'un du championnat de Suède et l'autre du championnat d'Allemagne. 
La première édition a lieu en 2019.

## Édition 2019
La première édition a lieu le samedi 27 avril 2019 à Karlstad en Suède.
Il met en présence :
- les Allemands des Berlin Rebels, ¼ de finalistes de la German Football League en 2018 ;
- les Suédois des Carlstad Crusaders, finaliste du Swedish Bowl 2018 (8 titres de champion de Suède).

C'est la toute première fois qu'une équipe de la German Football League joue en déplacement en Suède.
Berlin mène 21 à rien à la mi-temps, augmente son avance à 28 à rien dans le 3e quart-temps et s'impose finalement 31-14.

## Palmarès
| Éd. | Saisons | Champion      | Adversaire         | Résultat | Référence |
| --- | ------- | ------------- | ------------------ | -------- | --------- |
| I   | 2019    | Berlin Rebels | Carlstad Crusaders | 31 - 14  | [ 2 ]     |

## Tableau d'honneur
| N° | Équipes            | V. | Dernier titre | D. | Dernière défaite |
| -- | ------------------ | -- | ------------- | -- | ---------------- |
| 1  | Berlin Rebels      | 1  | 2019          | -  | -                |
| 2  | Carlstad Crusaders | -  | -             | 1  | 2019             |